# Castetner
Castetner (en béarnais Castèthner ou Castètné) est une commune française, située dans le département des Pyrénées-Atlantiques en région Nouvelle-Aquitaine.
Le gentilé est Castetnerois.

## Géographie

### Localisation
La commune de Castetner se trouve dans le département des Pyrénées-Atlantiques, en région Nouvelle-Aquitaine.
Elle se situe à 47 km par la route de Pau, préfecture du département, et à 17 km de Mourenx, bureau centralisateur du canton du Cœur de Béarn dont dépend la commune depuis 2015 pour les élections départementales.
La commune fait en outre partie du bassin de vie d'Orthez.
Les communes les plus proches sont : 
Loubieng (1,7 km), Biron (2,2 km), Laà-Mondrans (2,3 km), Sarpourenx (3,1 km), Castétis (3,8 km), Ozenx-Montestrucq (4,0 km), Maslacq (4,2 km), Orthez (5,2 km).
Sur le plan historique et culturel, Castetner fait partie de la province du Béarn, qui fut également un État et qui présente une unité historique et culturelle à laquelle s’oppose une diversité frappante de paysages au relief tourmenté.

### Communes limitrophes
Les communes limitrophes sont  Biron, Laà-Mondrans, Loubieng, Maslacq et Sarpourenx.
| Laà-Mondrans | Biron     | Sarpourenx |
|              | Castetner |            |
| Loubieng     |           | Maslacq    |

### Description

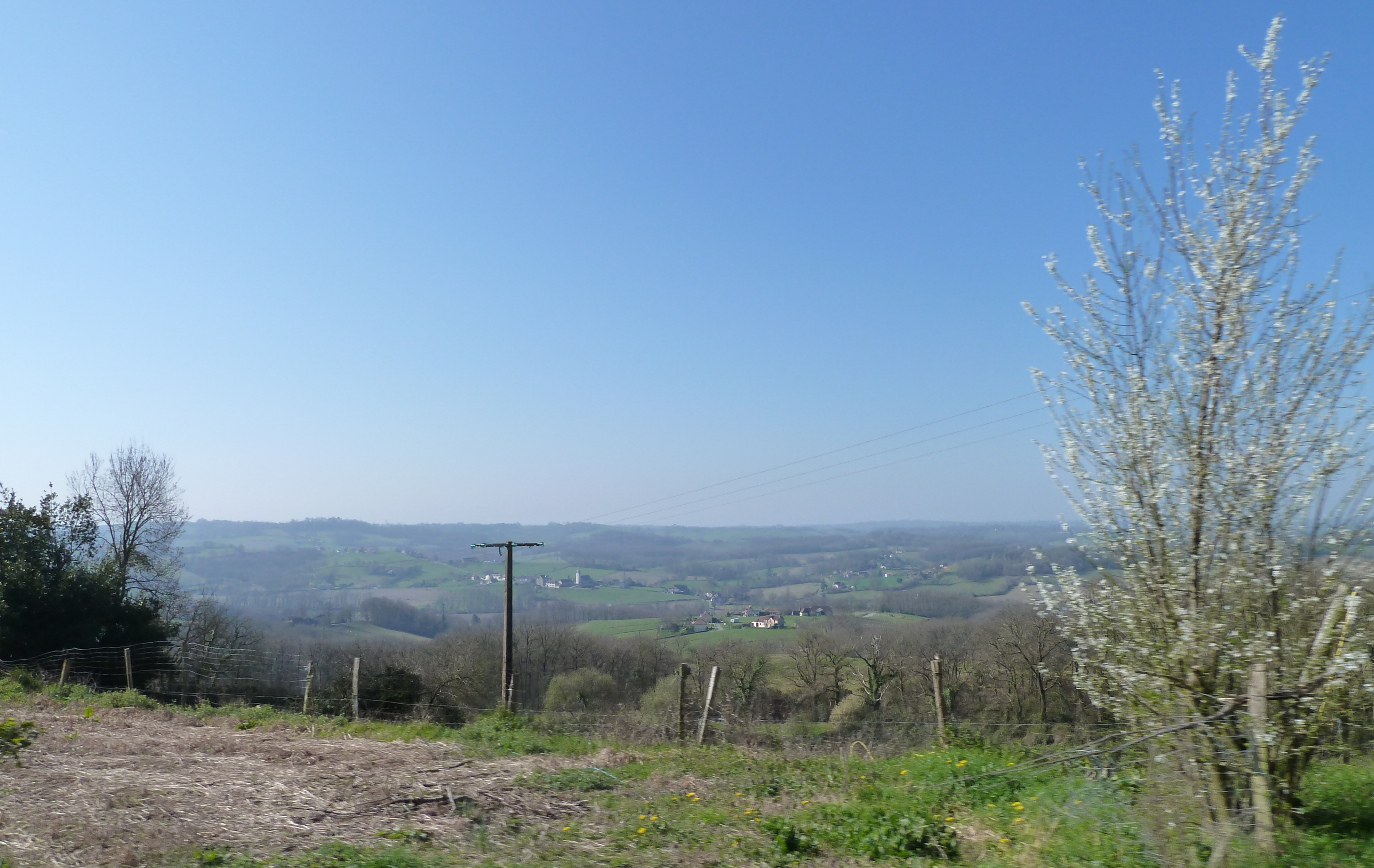
Paysage depuis Castetner.

Castetner est une commune du Béarn, à proximité de la rive gauche du gave de Pau et au sud d'Orthez.
Elle  est desservie par la route départementale 71, à proximité immédiate de la sortie 8 de l'autoroute A64.
La commune fait partie de l'aire d'attraction d'Orthez.

### Hydrographie

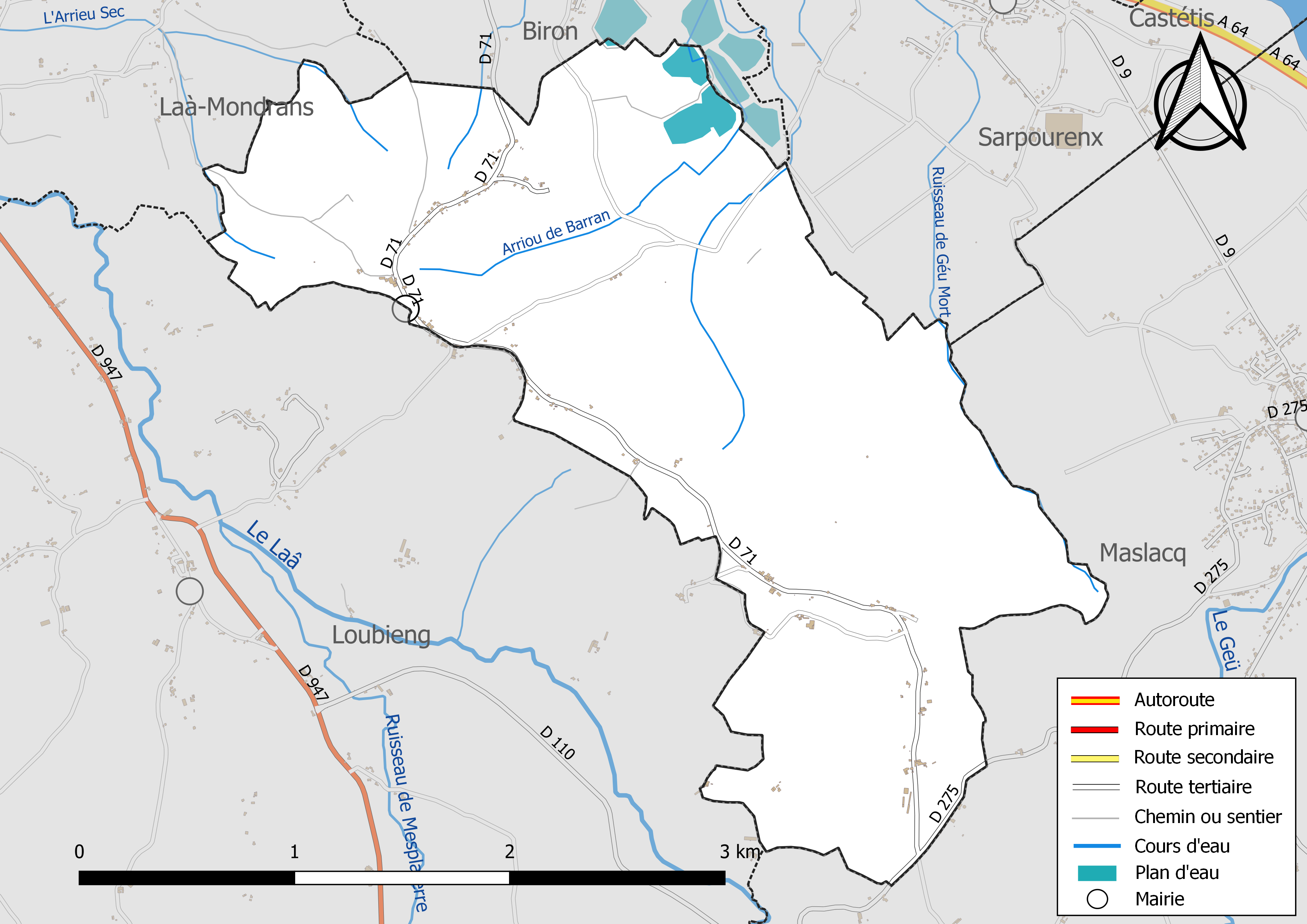
Réseaux hydrographique et routier de Castetner.

La commune est drainée par Arriou de Barran, L'Arrieusec, le ruisseau de Géu Mort et par divers petits cours d'eau, constituant un réseau hydrographique de 6 km de longueur totale,.

### Climat
Pour des articles plus généraux, voir Climat de la Nouvelle-Aquitaine et Climat des Pyrénées-Atlantiques.
Historiquement, la commune est dans une zone de transition entre les climats océaniques aquitain et basque.  
En 2020, Météo-France publie une typologie des climats de la France métropolitaine dans laquelle la commune est exposée à un climat de montagne et est dans la région climatique Pyrénées atlantiques, caractérisée par une pluviométrie élevée (>1 200 mm/an) en toutes saisons, des hivers très doux (7,5 °C en plaine) et des vents faibles.
Pour la période 1971-2000, la température annuelle moyenne est de 13,4 °C, avec une amplitude thermique annuelle de 14 °C. Le cumul annuel moyen de précipitations est de 1 219 mm, avec 11,8 jours de précipitations en janvier et 8,1 jours en juillet. Pour la période 1991-2020, la température moyenne annuelle observée sur la station météorologique la plus proche, située sur la commune d'Orthez à 5 km à vol d'oiseau, est de 14,1 °C et le cumul annuel moyen de précipitations est de 1 211,5 mm,. Pour l'avenir, les paramètres climatiques de la commune estimés pour 2050 selon différents scénarios d’émission de gaz à effet de serre sont consultables sur un site dédié publié par Météo-France en novembre 2022.

### Milieux naturels et biodiversité
Aucun espace naturel présentant un intérêt patrimonial n'est recensé sur la commune dans l'inventaire national du patrimoine naturel,,.

## Urbanisme

### Typologie
Au 1er janvier 2024, Castetner est catégorisée commune rurale à habitat dispersé, selon la nouvelle grille communale de densité à sept niveaux définie par l'Insee en 2022.
Elle est située hors unité urbaine. Par ailleurs la commune fait partie de l'aire d'attraction d'Orthez, dont elle est une commune de la couronne,. Cette aire, qui regroupe 26 communes, est catégorisée dans les aires de moins de 50 000 habitants,.

### Occupation des sols

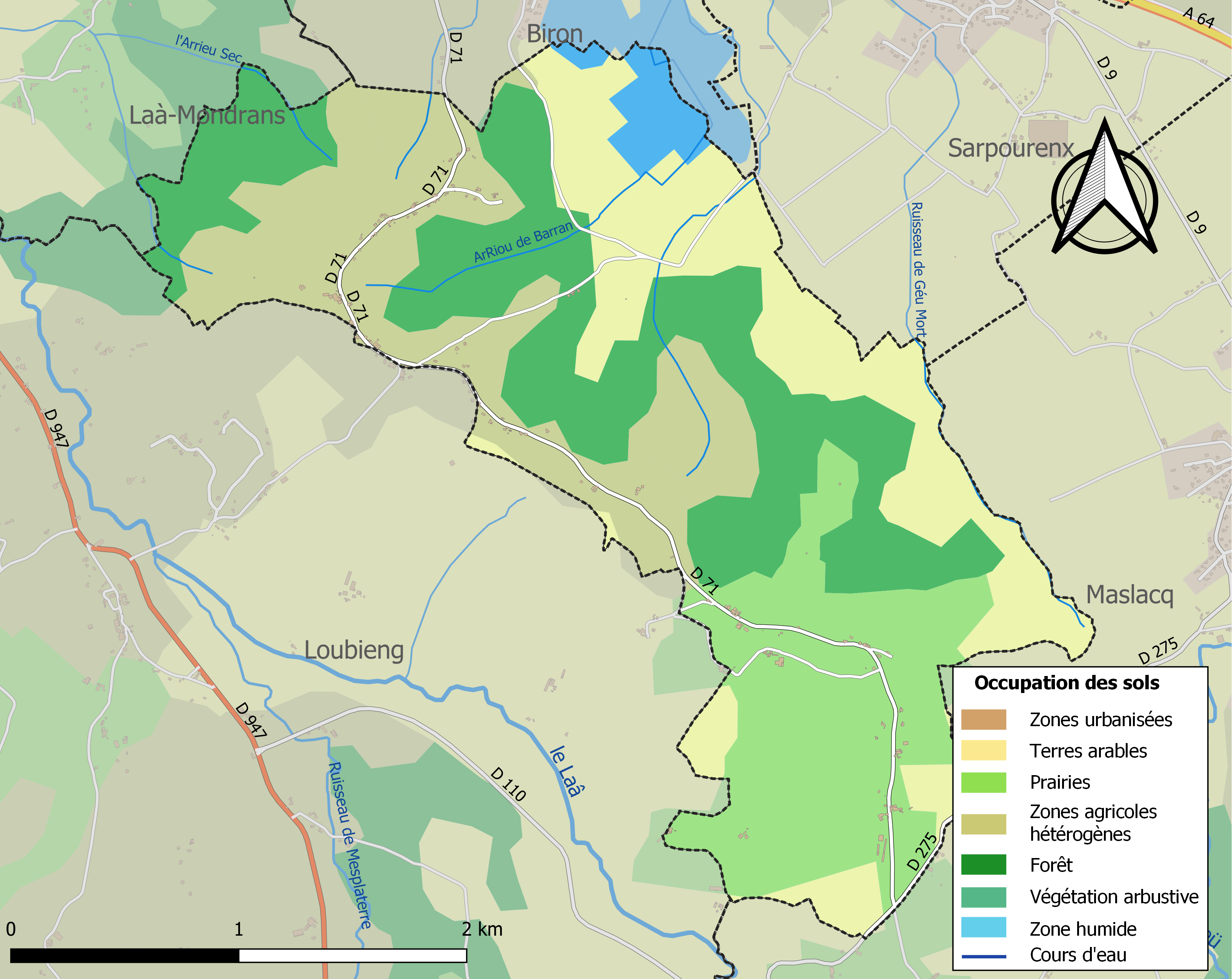
Carte des infrastructures et de l'occupation des sols de la commune en 2018 (CLC).

L'occupation des sols de la commune, telle qu'elle ressort de la base de données européenne d’occupation biophysique des sols Corine Land Cover (CLC), est marquée par l'importance des territoires agricoles (68,9 % en 2018), en diminution par rapport à 1990 (71 %). La répartition détaillée en 2018 est la suivante : 
forêts (28,8 %), zones agricoles hétérogènes (24 %), terres arables (22,9 %), prairies (22 %), eaux continentales (2,3 %). L'évolution de l’occupation des sols de la commune et de ses infrastructures peut être observée sur les différentes représentations cartographiques du territoire : la carte de Cassini (XVIIIe siècle), la carte d'état-major (1820-1866) et les cartes ou photos aériennes de l'IGN pour la période actuelle (1950 à aujourd'hui).

### Lieux-dits et hameaux
- Le Haut-Castetner.

### Risques majeurs
Le territoire de la commune de Castetner est vulnérable à différents aléas naturels : météorologiques (tempête, orage, neige, grand froid, canicule ou sécheresse), mouvements de terrains et séisme (sismicité modérée). Il est également exposé à un risque particulier : le risque de radon. Un site publié par le BRGM permet d'évaluer simplement et rapidement les risques d'un bien localisé soit par son adresse soit par le numéro de sa parcelle.

#### Risques naturels
Les mouvements de terrains susceptibles de se produire sur la commune sont des affaissements et effondrements liés aux cavités souterraines (hors mines). Afin de mieux appréhender le risque d’affaissement de terrain, un inventaire national permet de localiser les éventuelles cavités souterraines sur la commune.

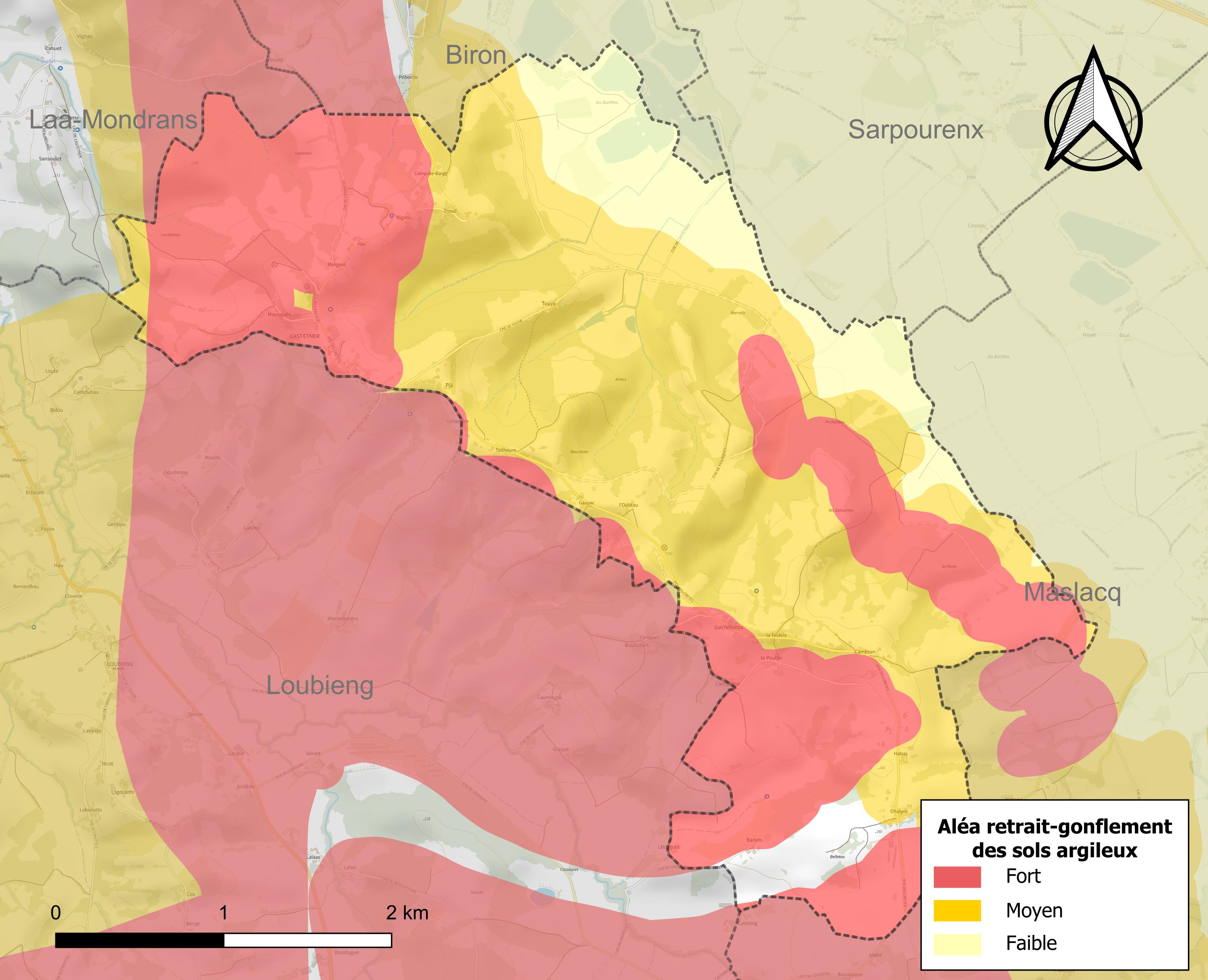
Carte des zones d'aléa retrait-gonflement des sols argileux de Castetner.

Le retrait-gonflement des sols argileux est susceptible d'engendrer des dommages importants aux bâtiments en cas d’alternance de périodes de sécheresse et de pluie. 86,9 % de la superficie communale est en aléa moyen ou fort (59 % au niveau départemental et 48,5 % au niveau national). Depuis le 1er octobre 2020, en application de la loi ELAN, différentes contraintes s'imposent aux vendeurs, maîtres d'ouvrages ou constructeurs de biens situés dans une zone classée en aléa moyen ou fort,.
La commune a été reconnue en état de catastrophe naturelle au titre des dommages causés par les inondations et coulées de boue survenues en 1982, 1983, 2009 et 2018.

#### Risque particulier
Dans plusieurs parties du territoire national, le radon, accumulé dans certains logements ou autres locaux, peut constituer une source significative d’exposition de la population aux rayonnements ionisants. Selon la classification de 2018, la commune de Castetner est classée en zone 2, à savoir zone à potentiel radon faible mais sur lesquelles des facteurs géologiques particuliers peuvent faciliter le transfert du radon vers les bâtiments.

## Toponymie
Le nom de Castetner vient du latin Castrum nigrum (1377, ecclesia de Castro nigro. Ce nom doit être associé à celui de Castetarbe (Castet albe), quartier d'Orthez, du latin castrum album et à celui de Castétis, castrum (ma)tutinum. Il existe d'autres couples castrum nigrum/castrum album dans le monde romain. L'orthographe castet tarbe du cartulaire de Sordes est une fausse réfection étymologique.
Le toponyme Castetner apparaît sous les formes 
Casteg-ner (1385, censier de Béarn), 
Castetne et Castegnee (respectivement 1538 et 1568, réformation de Béarn).
Le toponyme le Haut-Castetner apparaît sous la forme le toron aperat lo Casteg de Castegner (1545, réformation de Béarn).
La vallée de Larbaig tire son nom du Laà, qui l'arrose. Elle comprend Aragnon (hameau de Sainte-Suzanne), Biron, Castetner, Départ (village d'Orthez), Laà-Mondrans, Lanneplaà, Loubieng, les Marmous (village d'Orthez), Maslacq, Montestrucq, Ozenx, Sainte-Suzanne et Sauvelade.

## Histoire
Castetner est un village très ancien situé au-dessus des vallées du gave de Pau et du Laà.
Le vieux village (Castetner bielh - déjà appelé ainsi au Moyen Âge) est dominé par un "camp romain" appelé lo castèth ou lo casterar. Selon Paul Raymond, une pierre écrite (pèira escribuda) se trouvait jadis à l'entrée du camp romain de Castetner et l'instituteur "ne savait pas si c'était du grec ou du latin". Les enfants de l'école jouaient sur cette pierre au cabilhou, jeu traditionnel béarnais (vu la nature du jeu, il s'agissait donc d'une grande pierre plate). Ce camp est accompagné d'une imposante motte castrale (lieu-dit la Motte). Certains d'ailleurs ont voulu voir dans le site de Castetner, celui de l'antique Beneharnum, sa localisation convenant mieux pour les distances que le site de Lescar (Walkenaer d'après itinéraire d'Antonin). Castetner était aussi le capdeuil (capdulh), chef-lieu du pays de Larbaigt. Il était également le siège de l'archidiaconé de Larbaigt. Il était le centre du vic de Larbaigt et la juridiction des jurats de Castetner s'étendait jusqu'à Sainte-Suzanne (appelée Sainte-Suzanne de Larbaig dans le premier acte du cartulaire de Sorde au Xe siècle). Le clergé de Larbaigt formait une confrérie, celle des "prébendiers de Larbaigt" et un chapitre du "couvent de Larbaigt". Enfin, Castetner était le siège de "la cour de Larbaigt" qui resta active jusqu'à la Révolution ainsi que d'une notairie.
Sous l'Ancien-Régime, Castetner comportait trois quartiers :
- le Haut-Castetner
- le "quartier de l'enceinte". Cette enceinte n'était pas comme on l'a prétendu en bois mais en pierres (dès le XIIIe siècle il est question des "châteaux et forteresses de Larbaig). Elle était de dimensions assez importantes et comportait quatre portes,appelées aussi "pourtaus": la porte "de deban",la porte "de darrèr",celles de "dessus" et de "debaig": vers l'est, l'ouest, le nord et le sud. L'enceinte se situait en bas du coteau, au niveau des "embarrats"(fossés) et non en haut au niveau du camp du casteth. (Archives notariées du Larbaigt). L'enceinte existait encore au XVIe siècle.
- le Bas-Castetner

Chacun de ces quartiers élisait quatre échevins pour former le conseil de la communauté de 12 membres.(Conférence de Jean Monbeigt, journée du patrimoine 2009)
Castetner formait un "besiau" et les "besins" possédaient des terres assez vastes gérées comme une propriété collective et même en cas de vente les parcelles ne pouvaient être fermées. Ces ventes étaient effectuées par les gardes sur mandement des jurats et députés. Les "besins" possédaient un certain pouvoir puisque Castetner n'avait pas de seigneur et le titre de "besin" représentait un honneur.
Le site de Castetner dont les vestiges ont été soigneusement ensevelis sous de la terre rapportée par la création de fondrières, des "galihosses" comporte plusieurs éléments intéressants :
- le site de la vieille cité de Castetner :"Castet-ner-bielh",dont le nom apparaît ainsi dès 1343 et qui s'étend des deux côtés de la colline.
- le site du "camp romain"[36] ; sur ce site furent bâties l'ancienne école d'où les enfants sortaient pour jouer et l'ancienne église de la Madeleine qui dominait tout le pays environnant sur les routes de Saint-Jacques. Dans le porche de cette église se trouvait la sépulture de la famille de Marrimbordes (ensuite Ozenx-Marrimbordes),"besins" et prébendiers de la prébende de la "Maria-Magdalena" (Archives notariées du Larbaigt).
- les vestiges "ensevelis" de l'enceinte[37].
- la motte castrale au lieu-dit "la Motte de Baure" qui s'étend sur environ deux hectares et qui comportait peut-être jadis l'établissement appelé "la Saubalade de Baure"

Le Larbaig était en 1385 le siège d'un bailliage qui avait Castetner pour chef-lieu, et siège du notaire. La commune comptait alors 33 feux fiscaux[réf. nécessaire].
Castetner se trouvait sur les routes du pèlerinage de Saint-Jacques de Compostelle comme l'indique l'un de ses lieux-dits, lou hourquet de monsenhor sen frances, le carrefour (fourche) de monseigneur saint François. Castetner comportait ainsi deux hourquets avec celui dit deu caperaa. "Monseigneur Saint François" était sans doute saint François d'Assise en l'honneur duquel fut baptisé ce carrefour, sans doute du fait de son passage par Castetner lors de son voyage à Saint-Jacques de Compostelle en Espagne. Castetner se trouvait jadis sur la route vers Oloron et l'Espagne comme le montre le cadastre napoléonien de la commune de Maslacq avec le chemin d'Oloron à Castetner.
Castetner, siège de l'archidiaconé de Larbaig, devint majoritairement protestant. En 1620, le chanoine Jean de Bordenave vint récupérer les droits du chapitre et de l'archidiaconé (rétablissement des droits ecclésiastiques de 1620).
Le sanctuaire de Notre-Dame de Mureig près Maslac était aussi de la juridiction de Castetner vic de Larbaigt comme l'indique une vente par Guilhemot et Franquese de Lembeye. Ce sanctuaire fondé par Raymond le vieux, évêque de Gascogne fut ensuite légué à l'église de Lescar.
Enfin,il existait aussi un établissement religieux (hospice ?) appelé la saubalade de Baure. Les seigneurs de Baure contrôlaient le passage du gave par la nau de Baure et une des branches de cette famille s'appelait les Baure-Castetner.

## Politique et administration

### Intercommunalité
Lacq était membre du « District de la zone de Lacq », avec 16 autres communes. Cette structure se transforme en communauté de communes, un établissement public de coopération intercommunale (EPCI) à fiscalité propre, le 15 juin 2000 qui prend la dénomination de communauté de communes de Lacq.
Celle-ci fusionne avec sa voisine pour former, le 1er janvier 2014, la communauté de communes de Lacq-Orthez, dont la commune est désormais membre.
Lacq appartient également en 2020 à d'autres  structures intercommunales
- le syndicat d'énergie des Pyrénées-Atlantiques ;
- le syndicat à vocation scolaire de Biron - Castetner - Sarpourenx ;
- le syndicat intercommunal d'eau et d'assainissement Gave et Baïse.
- l'Agence publique de gestion locale

### Liste des maires
| Période                                  | Période                       | Identité            | Étiquette | Qualité |
| ---------------------------------------- | ----------------------------- | ------------------- | --------- | --- |
| Les données manquantes sont à compléter. |                               |                     |           | |
| 1995                                     | 2014                          | Henri Louis Conques |           | |
| 2014                                     | En cours (au 11 juillet 2020) | Nadia Grammontin    |           | Cadre de santé au centre hospitalier de Pau Vice-présidente de la CC de Lacq-Orthez (2014 → ) Réélue pour le mandat 2020-2026, |

## Population et société

### Démographie
L'évolution du nombre d'habitants est connue à travers les recensements de la population effectués dans la commune depuis 1793. Pour les communes de moins de 10 000 habitants, une enquête de recensement portant sur toute la population est réalisée tous les cinq ans, les populations de référence des années intermédiaires étant quant à elles estimées par interpolation ou extrapolation. Pour la commune, le premier recensement exhaustif entrant dans le cadre du nouveau dispositif a été réalisé en 2008.

En 2022, la commune comptait 137 habitants, en évolution de +2,24 % par rapport à 2016 (Pyrénées-Atlantiques : +3,78 %, France hors Mayotte : +2,11 %).
| 1793 | 1800 | 1806 | 1821 | 1831 | 1836 | 1841 | 1846 | 1851 |
| ---- | ---- | ---- | ---- | ---- | ---- | ---- | ---- | ---- |
| 280  | 259  | 270  | 282  | 340  | 309  | 335  | 330  | 312  |

| 1856 | 1861 | 1866 | 1872 | 1876 | 1881 | 1886 | 1891 | 1896 |
| ---- | ---- | ---- | ---- | ---- | ---- | ---- | ---- | ---- |
| 306  | 299  | 260  | 220  | 208  | 175  | 173  | 149  | 170  |

| 1901 | 1906 | 1911 | 1921 | 1926 | 1931 | 1936 | 1946 | 1954 |
| ---- | ---- | ---- | ---- | ---- | ---- | ---- | ---- | ---- |
| 162  | 153  | 154  | 126  | 134  | 129  | 135  | 123  | 123  |

| 1962 | 1968 | 1982 | 1990 | 1999 | 2006 | 2008 | 2013 | 2018 |
| ---- | ---- | ---- | ---- | ---- | ---- | ---- | ---- | ---- |
| 112  | 114  | 122  | 151  | 147  | 154  | 156  | 139  | 134  |

| 2022 | - | - | - | - | - | - | - | - |
| ---- | - | - | - | - | - | - | - | - |
| 137  | - | - | - | - | - | - | - | - |

## Économie
La commune fait partie de la zone d'appellation de l'ossau-iraty.

## Culture locale  et patrimoine

### Lieux et monuments
Le patrimoine religieux de Castetner est constitué par l'église Sainte Marie-Madeleine qui fut construite de 1778 à 1781 et qui remplaça l'ancienne église de La Madeleine qui avait été interdite et qui se situait sur un site magnifique, dominant les vallées du Gave et du Laà.
L'ancienne église de la Madeleine comportait un porche qui servait de sépulture aux seigneurs de Marrimbordes, titulaires de la prébende de la "Maria Magdalena". Il existait d'autres prébendes comme celle du "casteth"  qui appartenait aux seigneurs de Titignax de Maslacq qui étaient aussi jadis appelés "seigneurs du castera de Castetner". Cette prébende, après diverses péripéties passa un temps à Arnaud d'Hereter, curé et"prieur" de Castetner, puis revint au seigneur Charles de Pinsun, jurat deus gentius deu Larbaig.

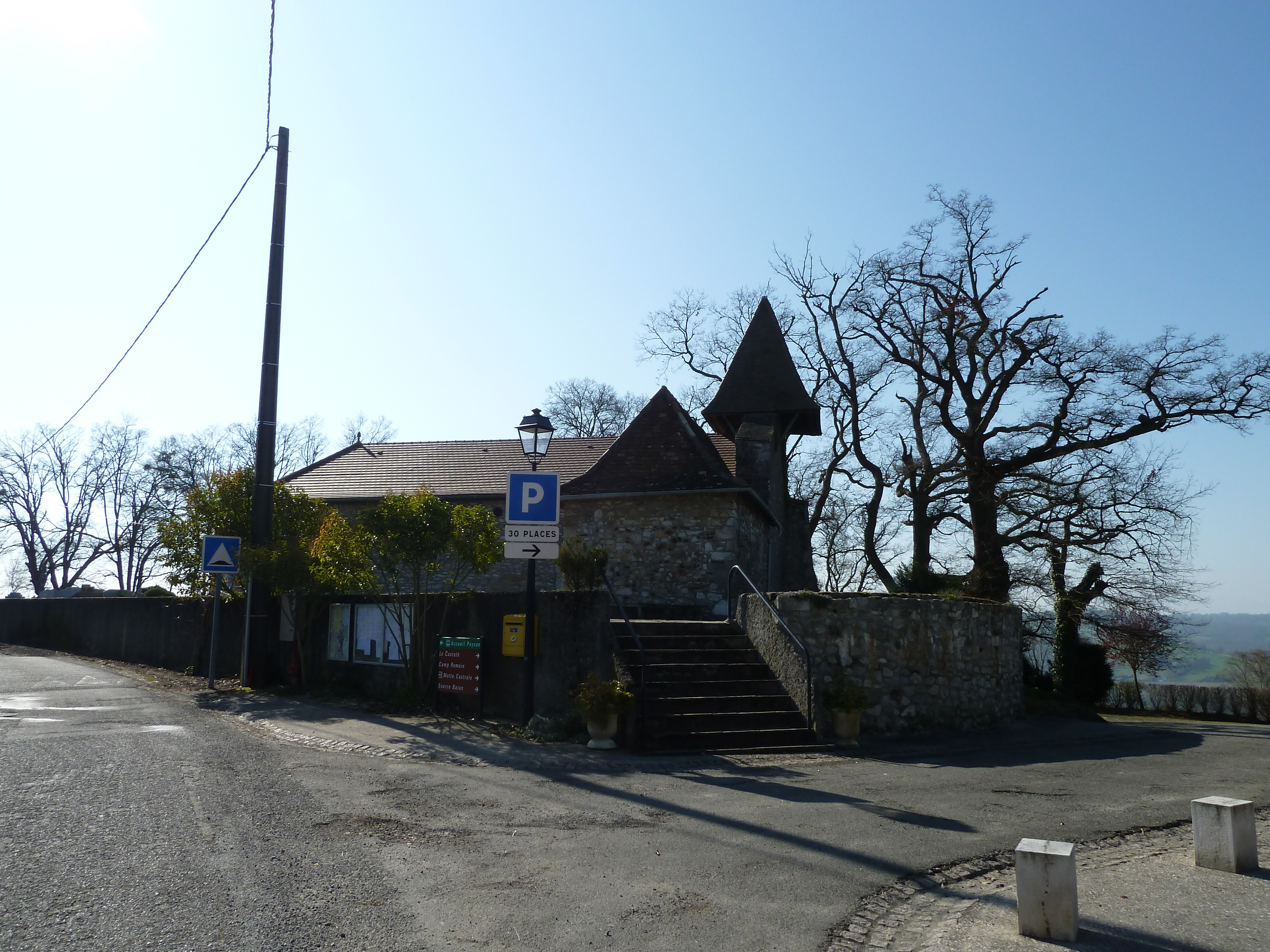
L'église Sainte Marie-Madeleine.
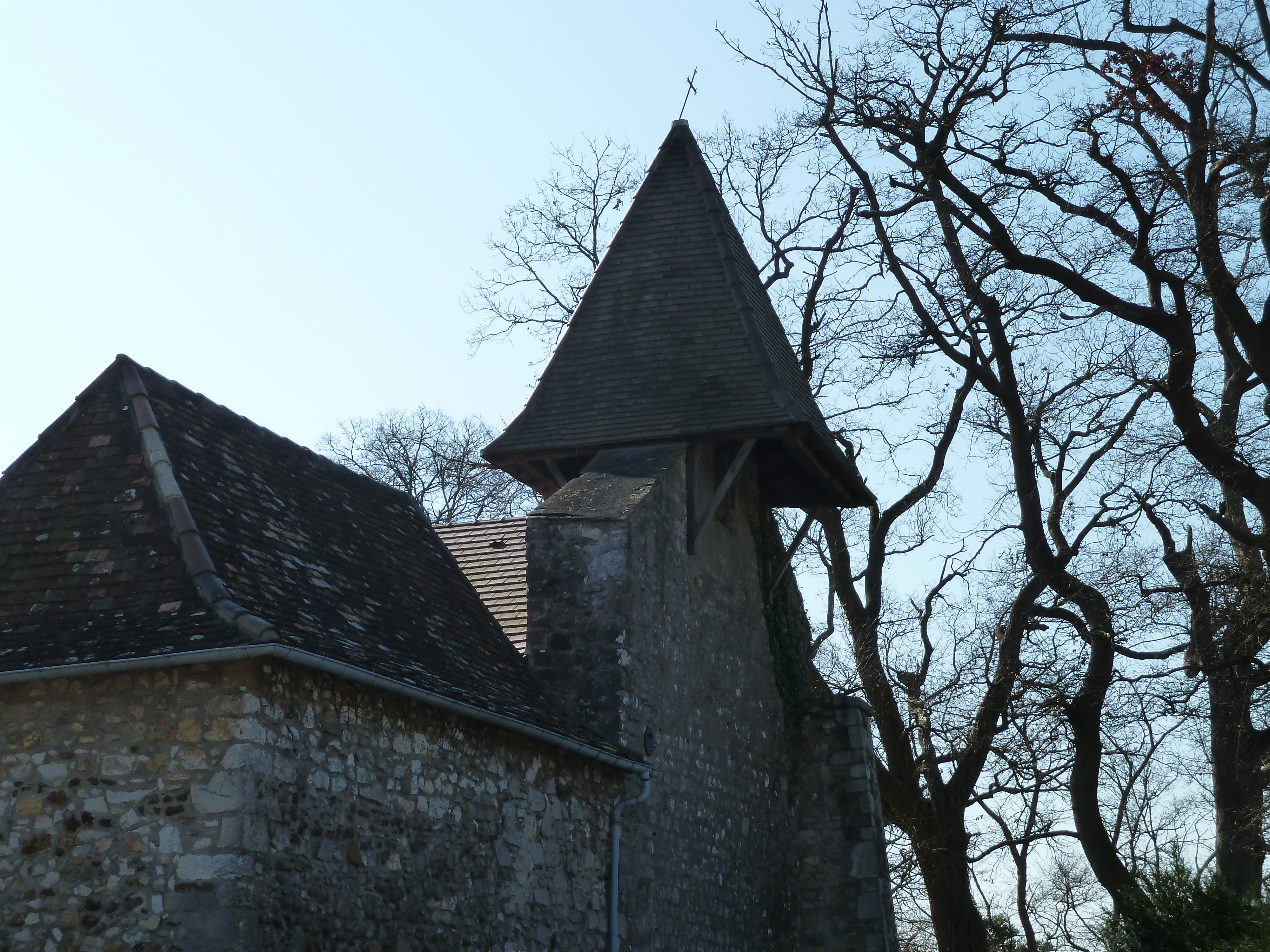
Clocher de l'église.
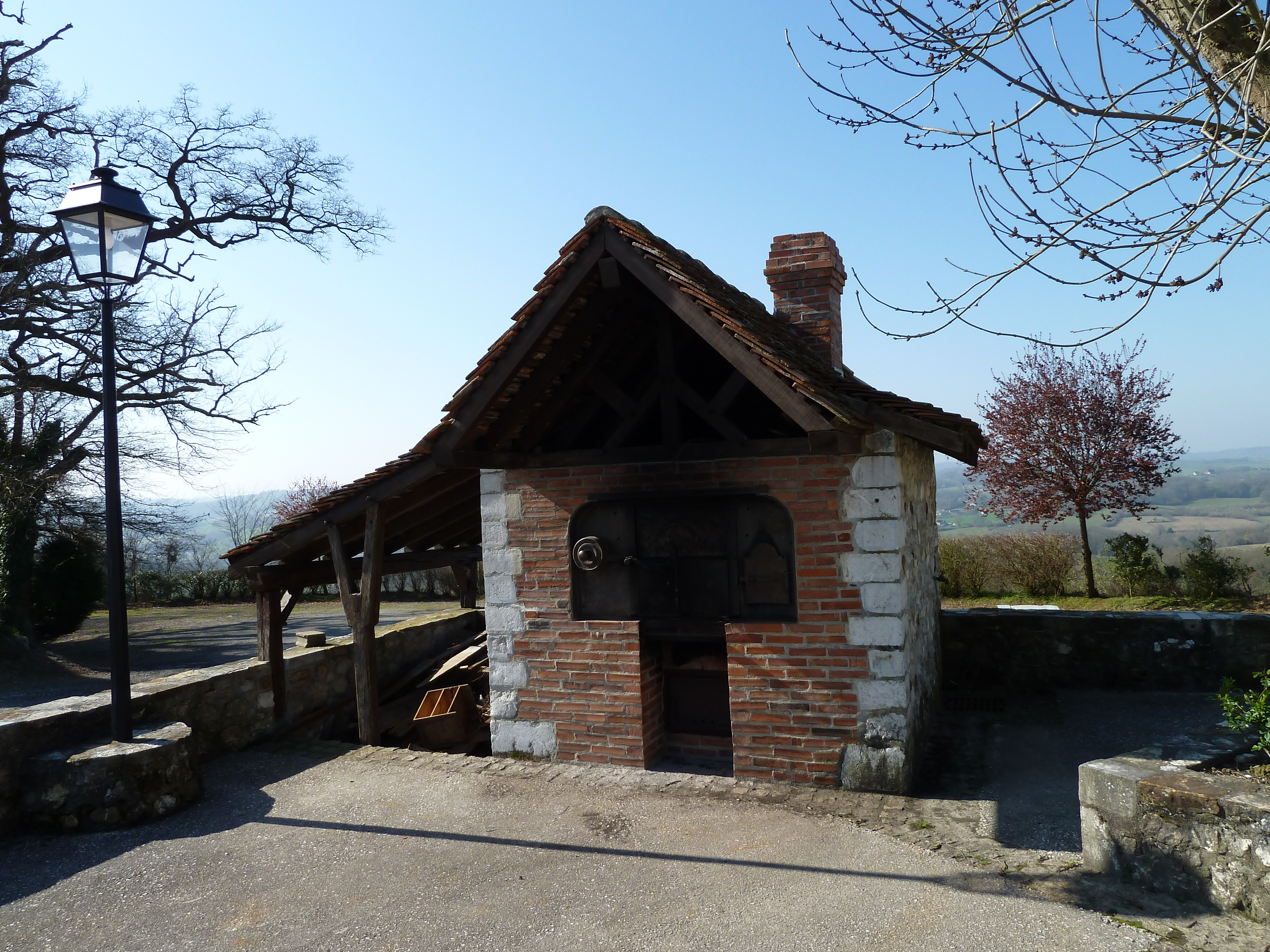
Ancien four à pain.
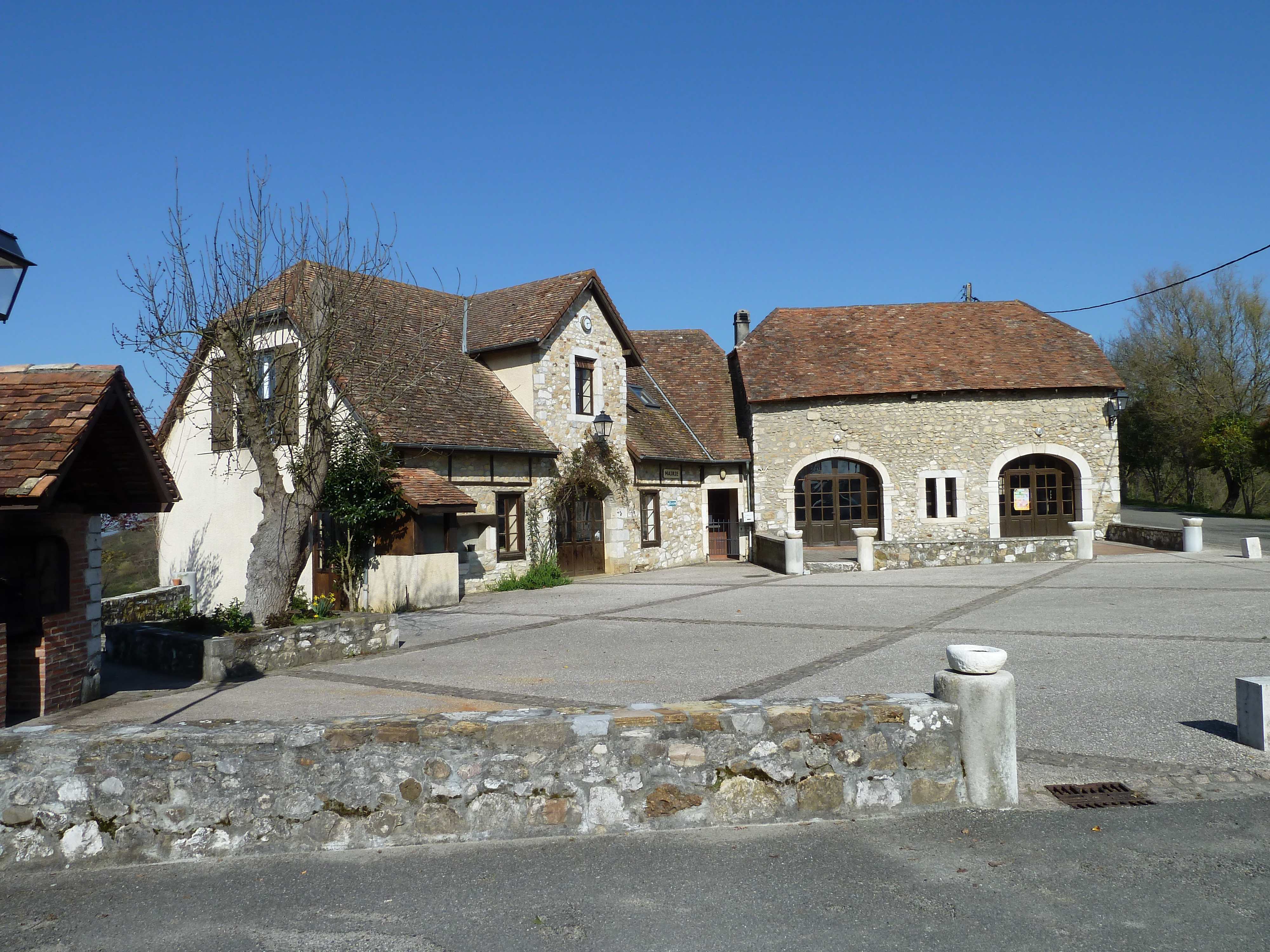
Le bourg.
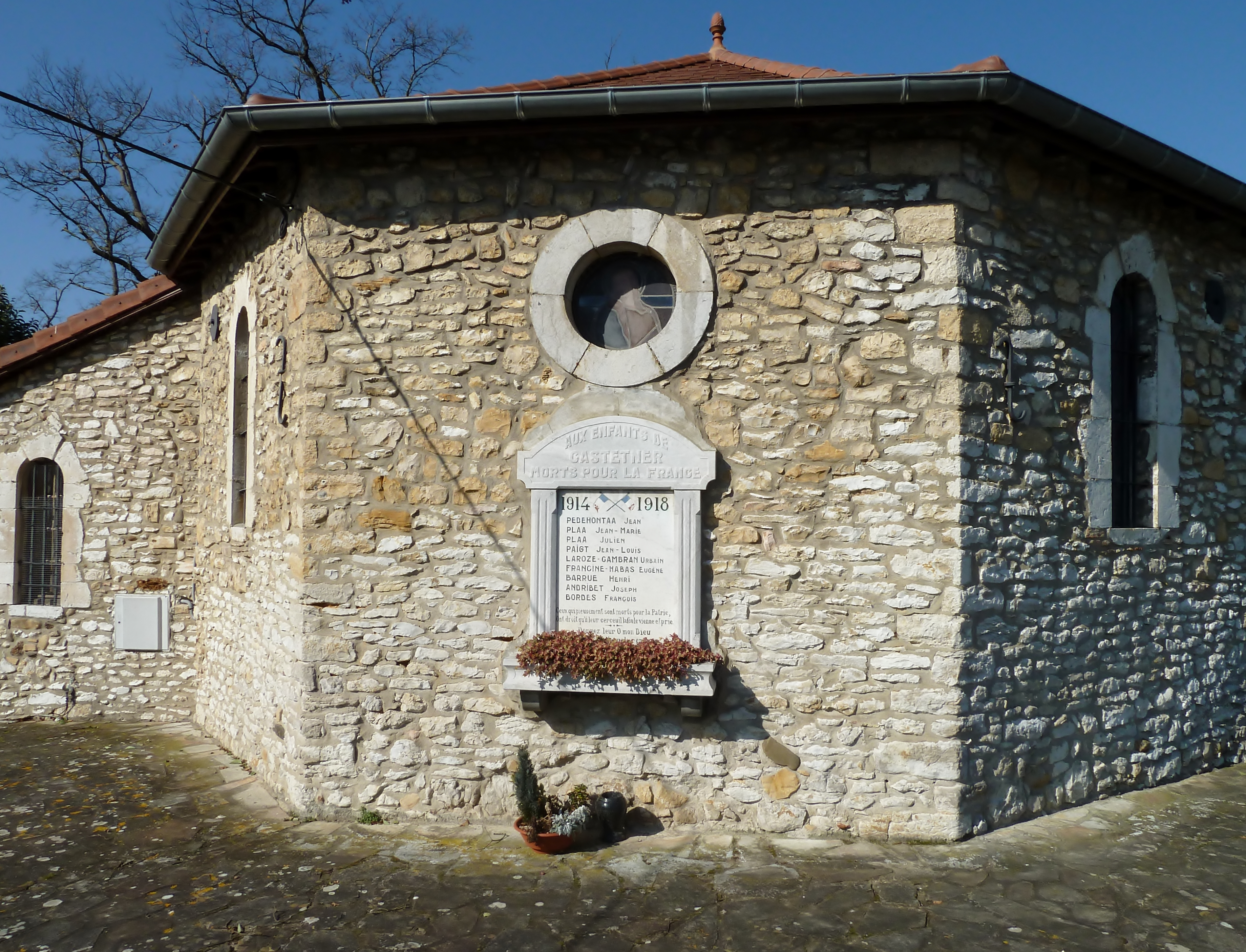
Le monument aux morts.

### Personnalités liées à la commune
Parmi les personnalités liées à la commune figurent deux célèbres capitaines protestants qui habitèrent la commune : le capitaine La Motte, qui racheta la « borde » du curé, et le capitaine Gratian Brunier.